# Presezzo
Presezzo [pɾeˈzeʦːo] (Presèz o Presèss [pɾɛˈzɛs] in dialetto bergamasco) è un comune italiano di 4 776 abitanti della provincia di Bergamo.
Il paese è attraversato dalla strada provinciale 166, che praticamente taglia il paese da ovest a est e ospita anche la sede del municipio.

## Geografia fisica
Il paese dista circa 8 km da Bergamo ed è attraversato dal torrente Lesina, che nasce ad Almenno San Bartolomeo, presso Carosso. Il regime del torrente è irregolare, e a causa di ciò sono frequenti le piene e le esondazioni.

## Storia
Presezzo ha una storia abbastanza lunga: si sa della sua esistenza fin dai tempi dei Romani. A quell'epoca il nome del paese derivava dalla parola latina praesidium. Il nome fu mutato solo nel 1263. L'origine romana del comune è rimarcata dalla presenza della scritta SPQR nello stemma comunale. L'attuale territorio comunale è il risultato dell'unione di due comuni, Capersegno e Presezzo, che si sono uniti nel XIII secolo. Capersegno rappresenta la parte più antica del comune; in quel territorio sorgeva un castello, di cui ora rimangono alcuni resti. Sull'origine del nome di Capersegno vi sono alcune ipotesi. La prima è che indicasse la strada per Trezzo, e il torione del castello rappresentava un punto di riferimento per i viaggianti. Un altro possibile significato di Capersegno è una variazione di "capra" e "segno", in quanto pare che la famiglia più importante del borgo avesse nel proprio stemma una capra.
La storia di Presezzo durante in Medioevo è molto simile e legata a quella del capoluogo della provincia. Come gran parte della Lombardia, il comune fu invaso dai Longobardi e dai Franchi, che si sono alternati nel dominio della zona.
Verso il XVI secolo la zona si impoverì fortemente a causa delle numerose guerre che coinvolsero gli Stati confinanti all'Italia nonché milanesi e veneziani.
Una svolta verso la normalità si ebbe sotto il governo dei veneziani, anche se il potere della Serenissima si fece sempre meno sentire. Ciò causò la crescita del potere dei Signori e della borghesia locale.
Un'altra piaga per il territorio fu l'epidemia di peste che si ebbe nel 1630 e che fu notata per la prima volta da Giovanni Maria Mazzi.
Successivamente il territorio presezzese e quello limitrofo fu ceduto all'Austria dal Regno d'Italia, in seguito al Trattato di Campoformio.
Durante il fascismo il territorio era ancora piuttosto rurale e uno sviluppo del territorio si ebbe solo alcuni anni dopo la fine della seconda guerra mondiale.

### Simboli
Lo stemma e il gonfalone del comune di Presezzo sono stati concessi con decreto del presidente della Repubblica del 19 novembre 2020.
Ol Galèt de Presèss è il Simbolo ufficiale della squadra di calcio e nasce nel 1954 insieme alla squadra
Stemma
(D.P.R. 19.11.2020)
La cinta muraria sostenuta da due torri merlate alla guelfa rappresenta il castello di Presezzo, di cui rimangono solo pochi resti. La capra saliente è ripresa dal stemma dei nobili Facheris di Caversegno, poi comune unito a Presezzo.
La sigla S.P.Q.R. rievoca le radici romane del Comune.
Gonfalone
(Statuto comunale, art. 6 comma 2)

## Monumenti e luoghi d'interesse

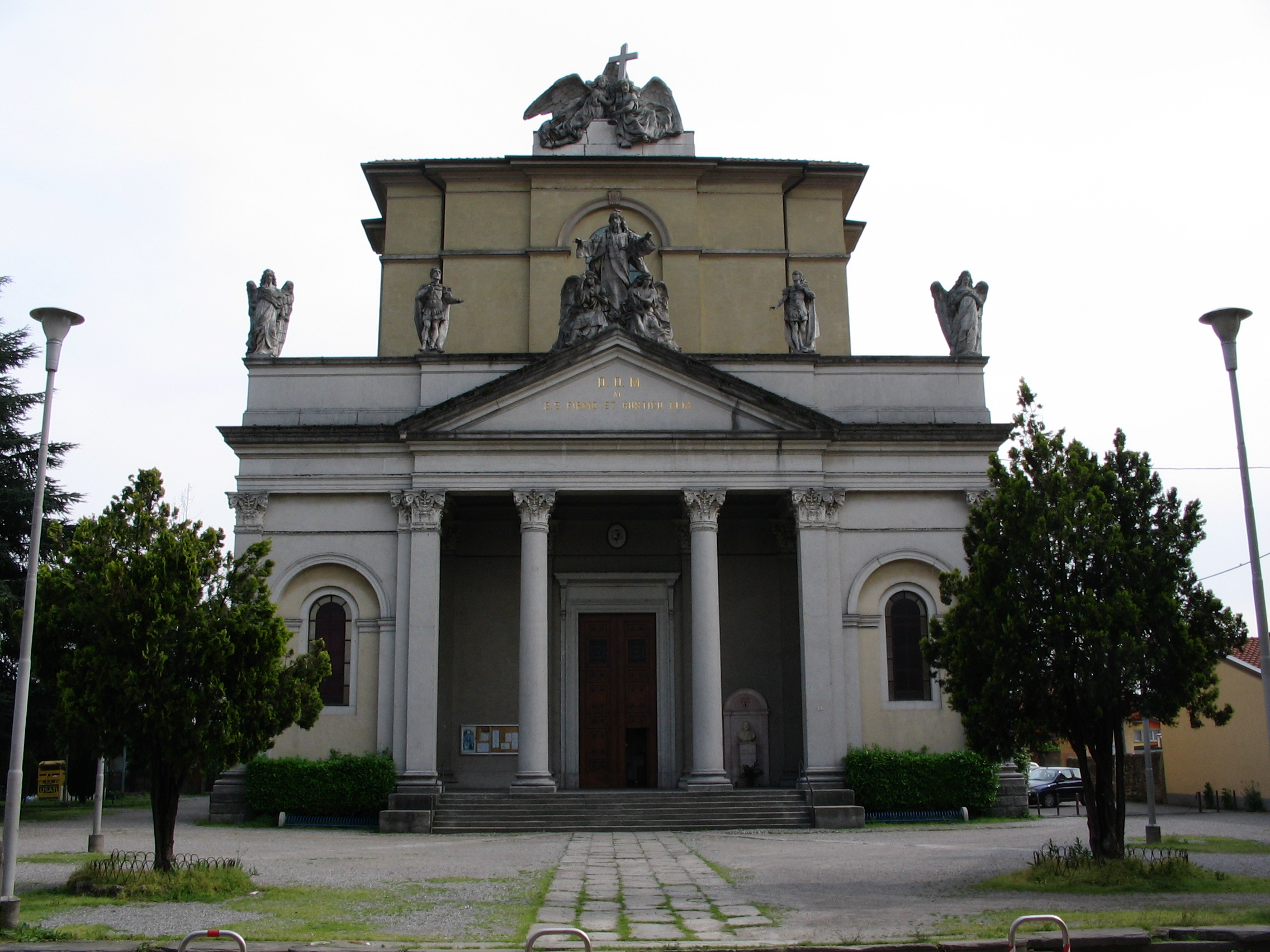
San Fermo e San Rustico

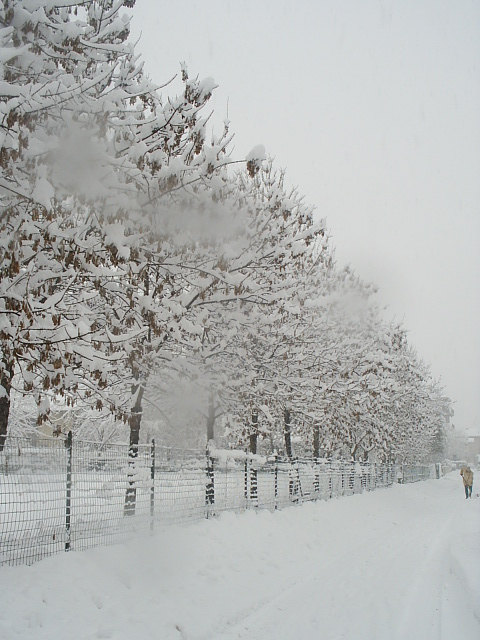
Presezzo nella neve

In ambito religioso molto importante è la parrocchiale di San Fermo e Rustico. Edificata nel 1875 in luogo di un precedente edificio di culto (oratorio), presenta numerose opere dedicate ai due santi protettori ricavate dalla precedente parrocchiale. La chiesa possiede un organo modificato dai fratelli Serassi intorno al 1801. L'organo è stato completamente restaurato nel 1984. Il sagrato è stato recentemente ristrutturato, lastricato e adornato da due olivi
Altre importanti costruzioni sono il Palazzo Furietti-Carrara, che si affaccia sulla via principale ed è di costruzione seicentesca, restaurato tra il 1997 e il 1999. Il palazzo conteneva un ciclo di pregevoli affreschi di Gian Paolo Cavagna che, nonostante fossero sotto tutela del ministero competente, furono strappati tra il 1939 e il 1942 dagli ultimi proprietari del palazzo e tuttora dispersi. Degli affreschi rimangono solo delle fotografie in bianco e nero.
Di origine medievale sono invece i resti del castello di Capersegno ancora circondato da abitazioni coeve, utilizzate dai coloni.
Presezzo fu inoltre casa Natale del celebre tenore italiano Giacomo David (1750-1830), artista punto di riferimento di una vera e propria scuola tenoristica bergamasca.

## Cultura

### Scuole
A Presezzo è situato un importante polo scolastico formato da due diversi istituti: l'ISISS "Giovanni Maironi da Ponte" e l'ISISS "Betty Ambiveri". Il primo si estende solo sul territorio presezzese, con un liceo scientifico e con un istituto tecnico commerciale; il secondo, invece, ha nel territorio di Presezzo tre scuole: il liceo socio-psicopedagogico e due scuole professionali, un IPSIA meccanico e uno elettrico-elettronico; a Ponte San Pietro, invece, ha sede la scuola aziendale turistica, facente parte sempre del "Betty Ambiveri". Con la presenza di numerosi istituti superiori, Presezzo risulta un punto di riferimento per i comuni del Consorzio dell'Isola bergamasca.

## Amministrazione
| Periodo        | Periodo        | Primo cittadino             | Partito                         | Carica  | Note |
| -------------- | -------------- | --------------------------- | ------------------------------- | ------- | ---- |
| 14 giugno 2004 | 7 giugno 2009  | Guido Bonacina              | lista civica                    | Sindaco |      |
| 8 giugno 2009  | 24 maggio 2014 | Giovanni Bernardo Paganessi | centro-destra (PDL - Lega Nord) | Sindaco |      |
| 25 maggio 2014 | 9 giugno 2024  | Paolo Alessio               | lista civica                    | Sindaco |      |
| 10 giugno 2024 | in carica      | Luca Arzuffi                | lista civica                    | Sindaco |      |

### Consolati
Presezzo è sede del seguente consolato onorario:
- Haiti - Via Matteotti, 11[12]

## Società

### Evoluzione demografica
Abitanti censiti

### Etnie e minoranze straniere
Secondo le rilevazioni ISTAT, gli stranieri residenti nel comune sono 484, ovvero il 9,84 % della popolazione. Di seguito, un elenco delle comunità straniere più consistenti presenti con il numero di abitanti:
- Marocco, 107;
- Senegal, 49;
- Albania, 40;
- Romania, 39;
- Bolivia, 31.